# Кубинская чёрная кошачья акула
Кубинская чёрная кошачья акула (лат. Apristurus riveri) — один из видов рода чёрных кошачьих акул (Apristurus), семейство кошачьих акул (Scyliorhinidae).

## Ареал
Это редкий и малоизученный глубоководный вид, обитающий в центральной и западной Атлантике в водах Доминиканской республики, Кубы, Мексиканского залива, Мексики, Гондураса, Панамы, Колумбии и Венесуэлы на глубине 732—1461 м.

## Биология
Максимальный зафиксированный размер 46 см. Окрас ровного тёмно-коричневого цвета. Средний размер половозрелых самцов составляет 43—46 см, а самок 40—41 см. Размножается, откладывая яйца, заключенные в твёрдую капсулу.

## Взаимодействие с человеком
Данных для оценки состояния сохранности вида недостаточно.